# Wilhelm Reinhard (teolog)
Wilhelm Reinhard (ur. 1860, zm. 1922) – niemiecki duchowny protestancki i polityk. 
Reinhard był członkiem Ewangelickiego Kościoła Unii Staropruskiej. W latach 1911–1920 był generalnym superintendentem kościoła w Prusach Zachodnich, a w latach 1921-1922 w zachodniej superintendenturze generalnej na Pomorzu.
W latach 1920–1921 sprawował urząd Prezydenta Volkstagu Wolnego Miasta Gdańska. W gdańskim parlamencie zasiadał z ramienia Niemieckiej Partii Ludowej.